# 鄚公柄
鄚公柄（越南语：／，？—1792年）是越南舊阮的一名將領，為河仙鎮統治者。他是鄚子潢之子，為許氏所生。
1780年，鄚公柄的祖父鄚天賜受到陷害在暹羅自殺，包括鄚子潢在內的鄚氏族人多被暹羅王鄭昭處死，其餘越南流亡者被驅逐到郊外。年幼的鄚公柄、鄚公榆、鄚公栖、鄚公材混雜於越南平民之間，因此倖免於難。1782年，拉瑪一世奪取暹羅王位後，越南流亡者獲准回到曼谷居住。
此後鄚公柄一直生活在暹羅。至1789年，阮王阮福映派人來暹羅購買硫磺，並向暹羅報告河僊鎮統治者鄚子泩的死訊，希望送鄚天賜的孫輩回河僊襲職。暹羅二王瑪哈·索拉辛哈那派鄚公柄前往河僊，並將鄚天賜、鄚子潢、鄚子溶的靈柩送回河僊安葬。當時河僊鎮癖疫暴作，居民死亡甚多。鄚公柄前去朝見阮福映，被阮福映任命為龍川留守。暹羅官員陳亨回國，告發此事。鄚公柄是被暹羅派去守衛河僊的，阮福映卻讓他守衛龍川。暹羅王十分憤怒，派人召鄚公柄回河僊。阮福映不得已，只得令其返回河僊。
1792年，鄚公柄卒。此後，河僊鎮由暹羅官員陳亨管理。陳亨死後，由陳亨之子陳蘇管理。直到1799年，暹羅才派鄚子添去河僊鎮繼位。